# مجموعه اینترنتی
یک مجموعهٔ اینترنتی یا سریال اینترنتی یا سری وب (به انگلیسی: Web Series) مجموعه ای از فیلم‌های نوشته شده یا بداهه است که معمولاً به شکل اپیزودیک (چند بخشی) در اینترنت منتشر شده و بخشی از رسانه‌های تلویزیونی وب است که ابتدا در اواخر دهه ۱۹۹۰ ظاهر شد و در اوایل دهه ۲۰۰۰ برجسته تر شد. یک نمونهٔ واحد از یک مجموعهٔ اینترنتی می‌تواند یک قسمت، یک بخش (اپیزود) یا یک «وبیزود» نامیده شود، اما اصطلاح سوم اغلب مورد استفاده قرار نمی‌گیرد. به‌طور کلی، مجموعه اینترنتی را می‌توان در طیف وسیعی از سیستم عامل‌ها، از جمله رایانه، لپ‌تاپ، تبلت و گوشی‌های هوشمند مشاهده کرد. همچنین آنها را می‌توان در تلویزیون تماشا کرد.

## تولید و توزیع
افزایش محبوبیت اینترنت و بهبود دسترسی و مقرون به صرفه بودن پهنای باند با سرعت بالا و تکنولوژی رسانهٔ جاری به این معنی بود که تولید و توزیع یک مجموعهٔ اینترنتی جایگزینی مناسب برای تولیدات مجموعه‌های سنتی بود که قبلاً عمدتاً برای پخش تلویزیونی و تلویزیون کابلی ایجاد شده. در مقایسه با تولید مجموعهٔ تلویزیونی به‌طور سنتی، مجموعه‌های اینترنتی ارزانتر هستند. این موضوع اجازه داده‌است تا دامنه وسیع تری از سازندگان برای توسعه مجموعه‌های اینترنتی اقدام کنند. همچنین، از آنجایی که مجموعه‌های اینترنتی به صورت آنلاین در دسترس قرار می‌گیرند، به جای اینکه در یک زمان خاص از پیش تعیین شده در مناطق خاصی پخش شوند، تولیدکنندگان را قادر می‌سازد تا به پتانسیل مخاطبان جهانی برسند؛ یعنی می‌توانند در زمان انتخاب خود، ۲۴ ساعت شبانه روز و هفت روز هفته را در اختیار داشته باشند. علاوه بر این، در سال ۲۰۱۰، افزایش مقرون به صرفگی تبلت‌ها و گوشی‌های هوشمند و افزایش میزان مالکیت این دستگاه‌ها در کشورهای صنعتی، به این معنی بود که مجموعه‌های اینترنتی برای محدوده گسترده‌تری از پتانسیل بینندگان، از جمله مسافران و افرادی که در حال حرکت اند، در دسترس هستند.
پتانسیل در حال ظهور برای موفقیت در ویدیو اینترنتی (به انگلیسی: video web)نظر برخی از مدیران ارشد سرگرمی در آمریکا را به‌خود جلب کرده‌است، از جمله مدیر اجرایی سابق دیزنی و رئیس فعلی شرکت Tornante , مایکل آیزنر. استودیو وگورو (به انگلیسی: Vuguru) آیزنر که بخشی از شرکت Tornante است؛ در ۲۶ اکتبر ۲۰۰۹ با همکاری کنگره رسانه کانادایی Rogers Media قصد دارد بیش از ۳۰ نمایش اینترنتی جدید را در سال تولید کند. Rogers Media در تولید و توزیع محصولات آینده وگورو کمک خواهد کرد و ارتباطی میان رسانه‌های سنتی و رسانه‌های جدیدی مانند مجمعه اینترنتی برقرار کند. مجموعه‌های اینترنتی می‌توانند به‌طور مستقیم از وب سایت‌های تولیدکننده، از طریق سرویس‌های سیال مانند نت‌فلیکس و هولو یا از طریق وب سایت‌های اشتراک گذاری ویدیو آنلاین مانند، آپارات، یوتیوب، ویمیو یا Koldcast توزیع شوند.

## جوایز
تا سال ۲۰۱۶، تعدادی از جوایز برای دادن برتری در تولیدات مجموعه‌های اینترنتی تأسیس شده‌اند؛ از جمله جوایز Streamys، وِبی، IAWTV و سری جوایز Indie؛ همچنین چندین جشنوارهٔ مجموعه‌های اینترنتی وجود دارند که مهم‌ترین آن‌ها در لس آنجلس و ونکوور هستند. عمدهٔ جشنواره‌های اهدای جوایز نیز دسته‌بندی‌های جایزهٔ مجموعهٔ وب و رسانهٔ دیجیتال را ایجاد کرده‌اند؛ ازجمله جایزه امی و جایزه هنرهای تصویری کانادا.
جوایز وبی که در سال ۱۹۹۵ و مجموعه جوایز ایندی، که در سال ۲۰۰۹ تأسیس شده‌اند، مجموعه‌های اینترنتی برتر را در دسته‌بندی‌های کمدی، نمایش درام و واقع‌نمایی تعیین می‌کنند. در سال ۲۰۰۹، آکادمی بین‌المللی تلویزیون وب با مأموریت سازماندهی و حمایت از جامعه سازندگان تلویزیون وب، بازیگران، تولیدکنندگان و مدیران تأسیس شد. این آکادمی انتخاب برندگان جوایز Streamy (که شامل جوایز تلویزیون اینترنتی و مجموعه اینترنتی است) را در سال ۲۰۰۹ و ۲۰۱۰ اداره کرد. بعلت ضعف پذیرش و اجرا جوایز Streamy از سال ۲۰۱۰، IAWTV تصمیم گرفت تولیدات خود را از شرکت در این جشنواره متوقف کند. IAWTV این تصمیم را با ارائه جایزه خود، یعنی جایزهٔ IAWTV دنبال کرد.